# ملکه سون‌هوا
شاهزاده‌خانم سون‌هوا یا ملکه سون‌هوا (به کره‌ای: 선화공주; هانجا: 善花公主; زاده ؟ میلادی – درگذشته احتمالاً ۶۱۲ میلادی) با نام شخصی کیم سون‌هوا از خاندان سلطنتی شیلا، سومین دختر پادشاه چین‌پیونگ و ملکه مایا، خواهر کوچکتر شاهزاده‌خانم دوک‌مان و شاهزاده‌خانم چون‌میونگ، او از سال ۶۰۰ میلادی ملکه هم‌نشین بکجه، همسر پادشاه مو و مادر پادشاه اویجا نیز بود. با توجه به کشف شواهدی بحث‌برانگیز در سال ۲۰۰۹، نشان می‌دهد مادر پادشاه اویجا ملکه ساتک است و نه ملکه سون‌هوا.

## زندگی‌نامه

### اصل و نسب
بانو سون‌هوا از پادشاهی شیلا، سومین دختر پادشاه جین‌پیونگ و ملکه مایا، خواهر کوچکتر شاهزاده‌خانم دوک‌مان (ملکه سون‌دوک) و شاهزاده‌خانم چون‌میونگ (مادر کیم چون‌چو) و خواهر بزرگتر شاهزاده چون‌هوا (که در «سامگوک ساگی» وجود دارد) بود. وی به دلیل داشتن چهره‌ای زیبا، مشهور بود.

### آشنایی و ازدواج با سودونگ
طبق داستان «سامگوک یوسا» که توسط ایل‌یون، راهبی در زمان سلسله گوریو گردآوری شده است، شاهزاده بکجه، سودونگ، که وصف زیبایی سون‌هوا از طریق جاسوسان بکجه در شیلا شنیده بود، ندیده به او علاقه‌مند شد و برای دیدنش به گیونگ‌جو (یا سورابُل، پایتخت شیلا) سفر کرد، او برای امید ازدواج با سون‌هوا، عده‌ای از کودکان شیلا را جمع‌آوری کرد و به آنان آموخت تا اشعار کودکانه‌ای که خودش سروده بود را بخوانند. وی در پاداش عملکرد خوب کودکان به آنان "یام" (نوعی سیب‌زمینی کره‌ای) جایزه داد. شعر کودکان "سودونگ‌یو" نامیده میشد و داستان عشق پنهانی سون‌هوا و ملاقات های مخفی و شبانه وی با سودونگ را بازگو می‌کرد. به‌زودی این آهنگ در تمام شهرها پخش شد و شاهزاده‌خانم به دروغ متهم شد، پادشاه جین‌پیونگ از ترس بدنامی خاندان سلطنتی به پشت‌بام کاخ رفت و اعلام کرد که سون‌هوا از گیونگ‌جو اخراج شده است. سون‌هوا در راه تبعید، سودونگ را ملاقات کرد و عاشق وی شد و قرار شد برای زندگی با او به بکجه برود. بعدها سودونگ فرمانروای بکجه شد (پادشاه مو) و سون‌هوا را به عنوان ملکه خود منصوب کرد. بعدها ملکه از پادشاه خواست تا یک معبد بودایی در ایک‌سان بسازد. به نظر می‌رسد مقبره‌ای که در "سوک‌وانگ‌دونگ" قرار دارد آرامگاه وی باشد، ولی مشخص نیست این فرضیه درست باشد یا نه، زیرا این قبر چندین بار به طور پنهانی نبش شده است.

### نظریه‌های مختلف
بحثی وجود دارد که در آن گفته می‌شود، سون‌هوا به جای پادشاه مو با پادشاه دونگ‌سونگ ازدواج کرده بود. فرضیه های مختلفی هم در مورد نسب وی مطرح است، از جمله اینکه او شاهزاده‌خانم شیلا نبود، بلکه شاهزاده‌خانم یا اشراف‌زاده‌ای از بکجه بود.

## بحث جنجالی

### سند کشف‌شده از وجود ملکه ساتک
در سال ۲۰۰۹، یک محفظه طلایی در بت‌کده سنگی معبد می‌روک‌سا کشف شد، بر اساس محتوای آن، ملکه ساتک دختر وزیر ساتک جوک‌دوک‌ که بنیان‌گذار معبد می‌روک‌سا بود، به عنوان ملکه همسر پادشاه مو از ریشه شاهزاده سواه ثبت شد. بر این اساس، دانشمندان در مورد اینکه آیا شاهزاده‌خانم سون‌هوا وجود داشته است یا نه، اختلاف نظر دارند. برخی از محققان می‌گویند که از آنجایی که این بنا بر اساس سطح خاصی از تاریخ ساخته شده بود، فرضیه جدیدی را مطرح می‌کند مبنی بر اینکه اولین کسی که معبد می‌روک‌سا را بنا کرد، شاهزاده‌خانم سون‌هوا بود، و ملکه ساتک این معبد را پس از مرگ سون‌هوا تکمیل کرد. در همین زمینه، محققان می‌گویند که به احتمال زیاد شاهزاده‌خانم سون‌هوا مدتی به عنوان ملکه بر بکجه حکومت کرد و پس از آن ملکه ساتک جانشین وی شد. زیرا در کتاب «سامگوک ساگی» اثر کیم بوسیک، سابقه‌ای وجود دارد که نشان می‌دهد پادشاه مو با خاندان سلطنتی شیلا رابطه زناشویی برقرار کرده کرده است.

## خویشاوندان
- پدر: پادشاه جین‌پیونگ (زاده ۵۶۷ میلادی – درگذشته ۶۳۲ میلادی)
  - پدربزرگ: شاهزاده دونگ‌ریون (زاده ؟ میلادی – درگذشته ۵۷۲ میلادی)
  - مادربزرگ: بانو مان‌هو (زاده ؟ میلادی – درگذشته ؟ میلادی)
- مادر: ملکه مایا (زاده ؟ میلادی – درگذشته ؟ میلادی)
- خواهران:
  - خواهر بزرگتر: ملکه سون‌دوک (زاده ؟ میلادی – درگذشته ۶۴۷ میلادی)
  - خواهر بزرگتر: شاهزاده‌خانم چون‌میونگ (زاده ؟ میلادی – درگذشته ؟ میلادی)
    - خواهرزاده: پادشاه ته‌جونگ‌مویول (زاده ۶۰۳ میلادی – درگذشته ۶۶۱ میلادی)
      - همسر خواهرزاده: ملکه مون‌میونگ (زاده ؟ میلادی – درگذشته ۶۸۱ میلادی)
- همسر: پادشاه مو (زاده ؟ میلادی – درگذشته ۶۴۱ میلادی)
  - پسر: پادشاه اویجا، مورد مناقشه (زاده ۵۹۹ میلادی – درگذشته ۶۶۰ میلادی)؛ آخرین فرمانروای بکجه
    - عروس: ملکه ایون‌گو (زاده ۶۰۷ میلادی – درگذشته ۶۶۲ میلادی)

## در فرهنگ عامه

### نمایش
نمایش شاهزاده‌خانم سون‌هوا دومین محصول چانگ‌گوک گوک‌گو‌ک‌سا در سال ۱۹۴۸، به کارگردانی: اهن یونگ ایل و با ایفای شین سوک و جو سون آئه (در اجراهای محلی) اجرا شد.

### مجموعه تلویزیونی
- توسط جانگ هی جین در مجموعه تلویزیونی سال ۱۹۹۳–۱۹۹۲ کی‌بی‌اس، تاریخ سه پادشاهی، به تصویر کشیده شد.
- توسط لی بو یونگ و سولی در مجموعه تلویزیونی سال ۲۰۰۵ اس‌بی‌اس، افسانه سودانگ، به تصویر کشیده شد.
- توسط شین اون جونگ در مجموعه تلویزیونی سال ۲۰۱۱ ام‌بی‌سی، سرنوشت یک مبارز، به تصویر کشیده شد.